# GOD TV
GOD TV är en internationell religiös tv-kanal grundad 1995, med säte i Jerusalem, Israel.
GOD TV sänder tv-program med uteslutande kristet innehåll, bland annat The 700 Club med Pat Robertson och Terry Meeuwsen, och program med Joyce Meyer och Benny Hinn.
GOD TV grundades 1995 av predikanterna Rory Alec och Wendy Alec, och firade 10-årsjubileum 2005.
Kanalen finns tillgänglig bland annat via internetsändningen på den egna webbplatsen, eller via abonnemang hos digital-tv-operatören Com Hem i Sverige.
Mạng lưới này quảng bá mạnh mẽ các giáo lý của Phong trào Cải cách Tông đồ Mới (NAR), một phong trào tân ân tứ và của Paul Cain (1929–2019), mục sư Cơ đốc giáo Ngũ Tuần .